# Longdoz

Longdoz is een wijk van Luik, gelegen op de rechteroever van de Maas.

## Etymologie
De naam is afkomstig van het Latijn: Longum dorsum, waarin dorsum betrekking heeft op een weiland langs de rivier, en longum op de lengte van een dergelijk weiland.

## Geschiedenis
Tot 1834 was het een landelijk gebied, waar onder andere hop werd verbouwd. In dat jaar werd echter besloten om een weg (de Rue Grétry) aan te leggen die het centrum van Luik met Grivegnée moest verbinden. Aldus werd het een van de eerste uitbreidingen van Luik op de rechter Maasoever.
Een deel van Longdoz ligt op hetzelfde eiland als Outremeuse, waar zich ook het park bevindt, en een deel ligt op de rechteroever van het Afwateringskanaal Luik, waar zich ook de parochiekerk bevindt.
Naast woonwijken kwamen er ook fabrieken. In 1845 werd een walserij annex blikfabriek opgericht die zou uitgroeien tot een onderdeel van het metallurgisch bedrijf Espérance-Longdoz. In 1851 werd het kopstation Luik-Longdoz geopend, dat tot 1960 functioneerde. De walserij sloot in 1980 haar deuren.
Longdoz heeft veel industrie gekend. Naast de staalfabriek waren dat bandenfabrikant Englebert, leverancier van industriegassen Air Liquide en een bedrijf dat heipalen vervaardigde volgens het door de Luikenaar Edgard Frankignoul uitgevonden proces.
Het industriegebied werd geherstructureerd. De oudste fabrieken van Espérance-Longdoz werden ingericht als Huis van de metallurgie en industrie van Luik, een industriemuseum. Voorts werd er onder meer een groot zaken- en bioscoopcentrum gebouwd (Mediacité) en een congrescentrum (Palais des Congrès).

## Bezienswaardigheden
- Sint-Lodewijkskerk
- Parc de la Boverie, met de diverse monumenten daarin
- Museum La Boverie, museum voor schone kunsten, in het Paleis voor Schone Kunsten van Luik
- Congrespaleis van Luik
- Huis van de metallurgie en industrie van Luik, techniekhistorisch museum
- Mediacité, winkelcentrum en centrum voor media-gerelateerde bedrijven

## Aangrenzende wijken
Outremeuse, Guillemins, Amercœur, Vennes